# Dois Irmãos do Tocantins
Dois Irmãos do Tocantins este un oraș în Tocantins (TO), Brazilia.